# 串田修
串田 修（くしだ おさむ）は、日本の栄養学者（公衆栄養学）。博士（生活科学）（大阪市立大学・2017年）。静岡県立大学食品栄養科学部講師・大学院食品栄養環境科学研究院講師。
新潟医療福祉大学健康科学部助手、新潟医療福祉大学健康科学部助教、畿央大学健康科学部講師などを歴任。

## 概要
専門は公衆栄養学。地方における地域活性化について研究、それらが健康に対して与える潜在的な影響について調査した。新潟医療福祉大学・畿央大学・静岡県立大学で教鞭を執った。

## 来歴

### 生い立ち
東京農業大学に進学、応用生物科学部栄養科学科で学び、2009年（平成21年）3月、同大学卒業に伴い、学士（応用生物科学）の学位を取得。その後、新潟医療福祉大学大学院に進学、医療福祉学研究科で学んだ。2011年（平成23年）3月、新潟医療福祉大学大学院修士課程修了に伴い、修士（保健学）の学位を取得。

### 栄養学者として
2011年（平成23年）4月、母校・新潟医療福祉大学健康科学部助手に就任、主として健康栄養学科の講義を担当。2014年（平成26年）4月、職位が助教となり、以降も、引き続き健康栄養学科の講義を担当。
2016年（平成28年）4月、畿央大学に健康科学部講師に就任、主として健康栄養学科の講義を担当。また、それと並行して大阪市立大学大学院に進学、生活科学研究科にて学んだ。在学中に博士論文「勤労者の野菜摂取を行動科学的に評価する尺度の検証と実践応用」を執筆、2017年（平成29年）3月、大阪市立大学大学院後期博士課程修了に伴い、博士（生活科学）の学位を取得。
2019年（平成31年）4月、静岡県立大学食品栄養科学部講師に就任、主として栄養生命科学科の講義を担当、公衆栄養学研究室を受け持った。また、同大学大学院食品栄養環境科学研究院講師も兼務。静岡県立大学大学院の一部には研究院・学府制が導入されており、大学院では薬食生命科学総合学府の講義を担当。

## 研究
専門は栄養学。特に、公衆栄養学の研究に従事。具体的には、農村の地域活性化が健康に及ぼす潜在的影響について研究した。また、地方公共団体による食の環境の整備について調査した。そのほか、共同飲食や農業・林業・漁業体験と、健康状態との関連についても研究した。さらに、社員食堂における食の環境についても研究した。2020年（令和2年）9月、「人々の食物摂取行動に関連する心理・環境的要因の探索と介入」に対して、日本栄養改善学会奨励賞が授与された。
日本栄養改善学会・日本栄養・食糧学会、日本健康教育学会・日本公衆衛生学会・日本フードシステム学会に所属。

## 略歴
- 2009年 - 東京農業大学応用生物科学部卒業[4]。
- 2011年 - 新潟医療福祉大学大学院医療福祉学研究科修士課程修了[4]。
- 2011年 - 新潟医療福祉大学健康科学部助手[3]。
- 2014年 - 新潟医療福祉大学健康科学部助教[3]。
- 2016年 - 畿央大学健康科学部講師[3]。
- 2017年 - 大阪市立大学大学院生活科学研究科後期博士課程修了[4]。
- 2019年 - 静岡県立大学食品栄養科学部講師[3]。
- 2019年 - 静岡県立大学大学院食品栄養環境科学研究院講師。

## 賞歴
- 2020年 - 日本栄養改善学会奨励賞[13]。

## 著作

### 寄稿、分担執筆、等
- 赤松利恵・稲山貴代編『栄養教育論』東京化学同人、2016年。ISBN 978-4-8079-1671-9
- 長谷川輝美・永井徹編著『ステップアップ臨地・校外実習』建帛社、2016年。ISBN 978-4-7679-0571-6
- 酒井徹・由田克士編『公衆栄養学——地域・国・国際レベルでの栄養マネジメント』2020年版、医歯薬出版、2020年。ISBN 978-4-263-70795-1
- 永井成美・赤松利恵編集『栄養教育論』中山書店、2020年。ISBN 978-4-521-74292-2

### 註釈
1. ↑  公立大学法人大阪市立大学は、公立大学法人大阪府立大学と統合され、2019年に公立大学法人大阪が設置された。